# Maxime Benoît-Jeannin
 (avril 2017).
Si vous disposez d'ouvrages ou d'articles de référence ou si vous connaissez des sites web de qualité traitant du thème abordé ici, merci de compléter l'article en donnant les références utiles à sa vérifiabilité et en les liant à la section « Notes et références ».
Pour les articles homonymes, voir Jeannin.
Maxime Benoît-Jeannin, né à Saint-Dié-des-Vosges le 8 décembre 1946, est un écrivain français, poète, romancier, biographe, essayiste et polémiste, ainsi qu'un scénariste et adaptateur pour la télévision.

## Biographie
Maxime Benoît-Jeannin publie un recueil de poèmes en 1971, Notices en plaques. D'autres poèmes paraissent au cours des années 1970 dans des revues et des anthologies comme La Nouvelle Poésie française, de Bernard Delvaille ou L’Année poétique 1977.
Il se tourne ensuite vers la science-fiction : il est actif dans ce domaine en publiant des nouvelles de 1976 à 1981 et quatre romans entre 1978 et 1983. Il est également l'auteur d'une étude sur le romancier américain William S. Burroughs publiée par la revue Fiction (no 326).
Installé ensuite à Bruxelles, c'est  là que sont édités désormais tous ses livres. Maxime Benoît-Jeannin diversifie sa palette littéraire en publiant des biographies (sur Eugène Ysaye, Georgette Leblanc), des récits, des essais (sur Hergé notamment) qui sont volontiers polémiques (sur les rentrées littéraires, Michel Houellebecq, Renaud Camus, la Russie...). 
Parallèlement, Maxime Benoît-Jeannin  poursuit depuis le milieu des années 1980 une carrière de romancier : il a à son actif une quinzaine de romans.
Il a travaillé également pour la RTBF en tant qu'adaptateur ou scénariste.

## Ouvrages

### Poésie
- Notices en plaques, poésie, Ghislain Geitner éditeur, Strasbourg, 1971.

### Science-fiction
- La Terre était ici, roman, Kesselring, Paris, 1978[4].
- L'Adieu des industriels, roman, Kesselring, Paris, 1980[5],[6].
- L’Ami des Ambrosiens, Éditions Opta, Paris, 1981[7].

### Romans
- La Croisière Einstein (en collaboration avec Philippe Cousin), Stock, Paris, 1983[8].
- Le Florentin, le roman de Dante, Stock, Paris, 1985.
- Mademoiselle Bovary, Éditions Belfond, Paris, et Le Cri, Bruxelles, 1991.
- Colonel Lawrence, Le Cri/Jean-Michel Place, Bruxelles-Paris, 1992.
- Le Choix de Satan, Le Cri, Bruxelles, 1995.
- Miroir de Marie, Le Cri, Bruxelles, 2003.
- Chez les Goncourt, Le Cri, Bruxelles, 2004[9].
- Mémoires d’un ténor égyptien, Le Cri, Bruxelles, 2006.
- Au bord du monde, un film d’avant-guerre au cinéma Éden, Le Cri, Bruxelles, 2009.
- Les Confessions de Perkin Warbeck, Le Cri, Bruxelles, 2010.
- Brouillards de guerre, Samsa, 2017[10],[11].
- On dira que j’ai rêvé, Samsa / AAM, Paris-Bruxelles, 2021.
- Les Enfants de l’Érèbe, Éditions Samsa, Bruxelles, 2023[2].

### Récits et chronique
- Ivresse dans l’après-midi, Le Cri, Bruxelles, 1991.
- Ton fils se drogue, Le Cri, Bruxelles, 1993.
- Histoire de la Toison d’or (chronique, en collaboration avec Pierre Houart), Le Cri, Bruxelles, 2006.

### Biographies
- Eugène Ysaye, Éditions Pierre Belfond, Paris, 1989 (édition revue et augmentée, Le Cri, Bruxelles, 2001).
- Ysaye, le sacre du violon, Bruxelles, 1989.
- Georgette Leblanc (1869-1941), Le Cri, Bruxelles, 1998[12].
- Georgette Leblanc / Maurice Maeterlinck, Le Cri, Bruxelles, décembre 2011.

### Essais
- Le Mythe Hergé, Éditions Golias, Villeurbanne, 2001.
- La Corruption sentimentale - Les rentrées littéraires, Le Cri, Bruxelles, 2002[13].
- Les Guerres d'Hergé, Aden, Bruxelles, 2007.
- L'Échec de Michel Houellebecq, Samsa Édition, Bruxelles, 2016.
- Une vieille polémique française, Samsa, 2016.
- Les Fauteurs de guerre et la paix des cimetières, Samsa, 2017.